# Eukiefferiella hessei
Eukiefferiella hessei är en tvåvingeart som först beskrevs av Freeman 1956.  Eukiefferiella hessei ingår i släktet Eukiefferiella och familjen fjädermyggor. Inga underarter finns listade i Catalogue of Life.